# 逢澤一郎
逢澤一郎（1954年6月10日—），日本政治家，自由民主黨黨員。出身於岡山縣御津郡御津町（現岡山市）。1986年至今連續當選10屆眾議院議員。在自民黨內屬於有鄰會（谷垣集團）。

## 生平
歷任自民黨國會對策委員長（第51代）、自民黨幹事長代理、眾議員議院運營委員長（第67代）、眾議院預算委員長等職務。至今已當選9屆，但卻稀罕地從未入閣。
松下政經塾第一期塾生，也是1986年至1993年期間國會內唯一出身松下政經塾的國會議員。同期生有第95代內閣總理大臣野田佳彥（民主黨），兩人雖分屬不同政黨，但長期保持親密的友誼。
逢澤是自民黨前總裁谷垣禎一的近側。
父親逢澤英雄和逢澤寬都是政治家，均曾任眾議院議員。

## 外部連結
- 逢澤一郎官方網站 （页面存档备份，存于）
- 逢澤一郎官方博客 （页面存档备份，存于）

| 議會席位                  | 議會席位                                                   | 議會席位                  |
| ------------------------- | ---------------------------------------------------------- | ------------------------- |
| 前任： 佐田玄一郎 高木毅  | 眾議院議院運營委員長 第67代：2006年—2007年 第76代：2013年— | 繼任： 笹川堯 現職        |
| 前任： 金子一義           | 眾議院預算委員長 2007年—2008年                             | 繼任： 衛藤征士郎         |
| 前任： 關谷勝嗣           | 眾議院外務委員長 1996年—1997年                             | 繼任： 中馬弘毅           |
| 官衔                      |                                                            |                           |
| 前任： 茂木敏充、矢野哲朗 | 外務副大臣 2003年—2005年 與阿部正俊→谷川秀善一起           | 繼任： 鹽崎恭久、金田勝年 |
| 政党职务                  |                                                            |                           |
| 前任： 川崎二郎           | 自由民主黨國會對策委員長 第51代：2010年—2011年             | 繼任： 岸田文雄           |